# 韓廉
韓廉（1454年—1547年），字守清，别號尚意，浙江紹興府餘姚縣人，明朝政治人物。

## 生平
弘治五年（1492年）壬子科浙江鄉試第四名舉人。弘治九年（1496年）中式丙辰科會試第四十三名，三甲第一百六十八名進士。授任县知县，十八年五月實授廣東道監察御史，印馬南畿，陳馬政二事。正德初巡按福建，四年（1509年）四月以考察才力不及，降调高安县知县，六年三月因贿赂太监陶锦一事案发，被逮问，降一级，除通州判官，稍遷潞州知州，丁忧去职。服阕，补知泰州。正德十年（1515年）五月晋河南按察司佥事，升山东副使、兵备天津，降调辰州府知府，上疏乞骸骨，會世宗即位，以山东按察司副使致仕。嘉靖二十六年卒，享年九十四。

## 家族
曾祖韓鎮，元縣；祖父韓孟珉；父韓衡，義官。母柳氏。